# Agave decipiens
Agave decipiens är en sparrisväxtart som beskrevs av John Gilbert Baker. Agave decipiens ingår i släktet Agave och familjen sparrisväxter. Inga underarter finns listade i Catalogue of Life.

## Bildgalleri

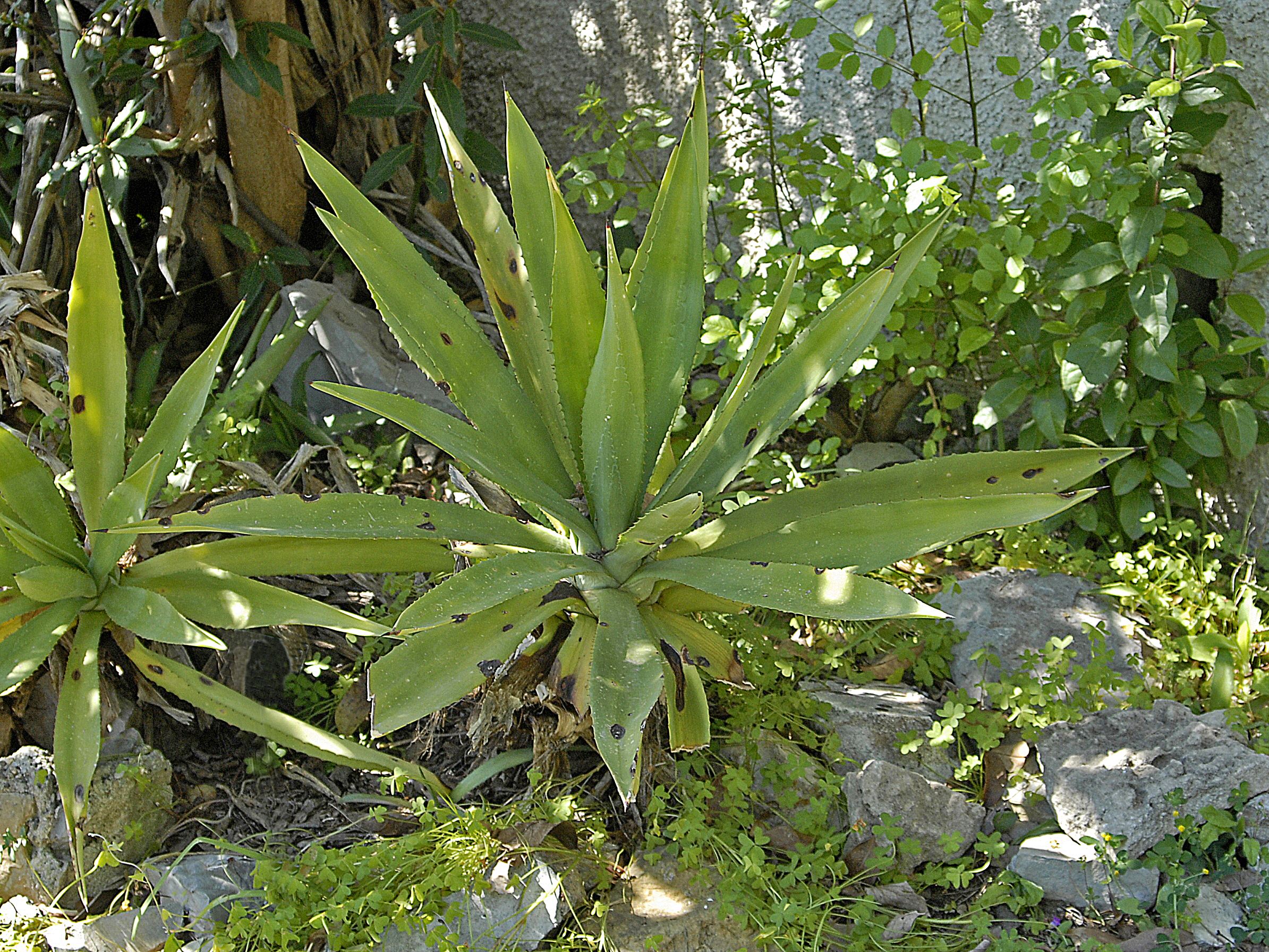